# سونيل خان
سونيل خان (بالإنجليزية: Sunil Khan)‏ هو سياسي هندي، ولد في 28 أغسطس 1947 في الهند. حزبياً، نشط في الحزب الشيوعي الهندي. وقد انتخب عضو لوك سابها ‏.